# Liste der Kulturdenkmale in Luxemburg-Clausen
In der Liste der Kulturdenkmale in Luxemburg-Clausen sind alle Kulturdenkmale des luxemburgischen Stadtteils Clausen aufgeführt (Stand: 15. Juli 2025).
| Bild | Bezeichnung | Lage                                | Beschreibung                                                                    | Stufe | Eingetragen seit  |
| --- | --- | ----------------------------------- | ------------------------------------------------------------------------------- | ----- | ----------------- |
| Haus mit Platz | Haus mit Platz | 9, allée Pierre-de-Mansfeld (Karte) |                                                                                 | PCN   | 31. Oktober 2003  |
| Gebäude | Gebäude | 1, rue Jules Wilhelm (Karte)        |                                                                                 | PCN   | 14. Oktober 2005  |
| Militärische Anlagen der Trierer Front der Festung Luxemburg: Überreste von Fort Rumigny und Fort Rubamprèz, der Ravelin Rham mit seinem Graben und seinem preußischen Pulvermagazin, der Kaponniere und das Pulvermagazin im Felsen sowie die Wenzelsmauer mit den Türmen und das alte Trierer Tor (Jakobsturm) | Militärische Anlagen der Trierer Front der Festung Luxemburg: Überreste von Fort Rumigny und Fort Rubamprèz, der Ravelin Rham mit seinem Graben und seinem preußischen Pulvermagazin, der Kaponniere und das Pulvermagazin im Felsen sowie die Wenzelsmauer mit den Türmen und das alte Trierer Tor (Jakobsturm) | (Karte)                             |                                                                                 | PCN   | 27. April 2012    |
| Weitere Bilder | Ruinen von Schloss Mansfeld | (Karte)                             | Das Schloss wurde ab 1563 von Peter Ernst I. von Mansfeld in Clausen errichtet. | PCN   | 6. September 2018 |
| Gebäude | Gebäude | 11, Montée de Clausen (Karte)       |                                                                                 | PCN   | 27. Januar 2023   |
| Gebäude | Gebäude | 35, rue Malakoff (Karte)            |                                                                                 | PCN   | 17. Juni 2025     |
| Gebäude | Gebäude | 5, plateau Altmünster (Karte)       |                                                                                 | IS    | 26. Januar 2018   |

Legende: PCN – Immeubles et objets bénéficiant des effets de classement comme patrimoine culturel national; IS – Immeubles et objets inscrits à l’inventaire supplémentaire

## Quelle
- Liste des immeubles et objets beneficiant d’une protection nationales, Nationales Institut für das gebaute Erbe, Fassung vom 11. Juli 2022, S. 71 f., 80 (PDF)

- Karte mit allen Koordinaten:
- OSM |
- WikiMap

Bahnhofsviertel |
Beggen |
Belair |
Bonneweg |
Cents |
Clausen |
Dommeldingen |
Eich |
Gasperich |
Grund |
Hamm |
Hollerich |
Kirchberg |
Limpertsberg |
Merl |
Mühlenbach |
Neudorf-Weimershof |
Pfaffenthal |
Pulvermühle |
Rollingergrund |
Oberstadt |
Weimerskirch |
Zessingen
Bad Mondorf |
Bartringen |
Bauschleiden |
Bech |
Beckerich |
Befort |
Berdorf |
Bettemburg |
Bettendorf |
Betzdorf |
Bissen |
Biwer |
Burscheid |
Bous-Waldbredimus |
Clerf |
Colmar-Berg |
Consdorf |
Contern |
Dalheim |
Diekirch |
Differdingen |
Dippach |
Düdelingen |
Echternach |
Ell |
Ernztalgemeinde |
Erpeldingen an der Sauer |
Esch an der Alzette |
Esch an der Sauer |
Ettelbrück |
Fels |
Feulen |
Fischbach |
Flaxweiler |
Frisingen |
Garnich |
Goesdorf |
Grevenmacher |
Grosbous-Wahl |
Habscht |
Heffingen |
Helperknapp |
Hesperingen |
Junglinster |
Käerjeng |
Kayl |
Kehlen |
Kiischpelt |
Koerich |
Kopstal |
Lenningen |
Leudelingen |
Lintgen |
Lorentzweiler |
Luxemburg |
Mamer |
Manternach |
Mersch |
Mertert |
Mertzig |
Monnerich |
Niederanven |
Nommern |
Parc Hosingen |
Petingen |
Préizerdaul |
Pütscheid |
Rambruch |
Reckingen/Mess |
Redingen/Attert |
Reisdorf |
Remich |
Roeser |
Rosport-Mompach |
Rümelingen |
Saeul |
Sandweiler |
Sassenheim |
Schengen |
Schieren |
Schifflingen |
Schüttringen |
Stadtbredimus |
Stauseegemeinde |
Steinfort |
Steinsel |
Strassen |
Tandel |
Ulflingen |
Useldingen |
Vianden |
Vichten |
Waldbillig |
Walferdingen |
Weiler zum Turm |
Weiswampach |
Wiltz |
Winseler |
Wintger |
Wormeldingen